# スカイステージ33

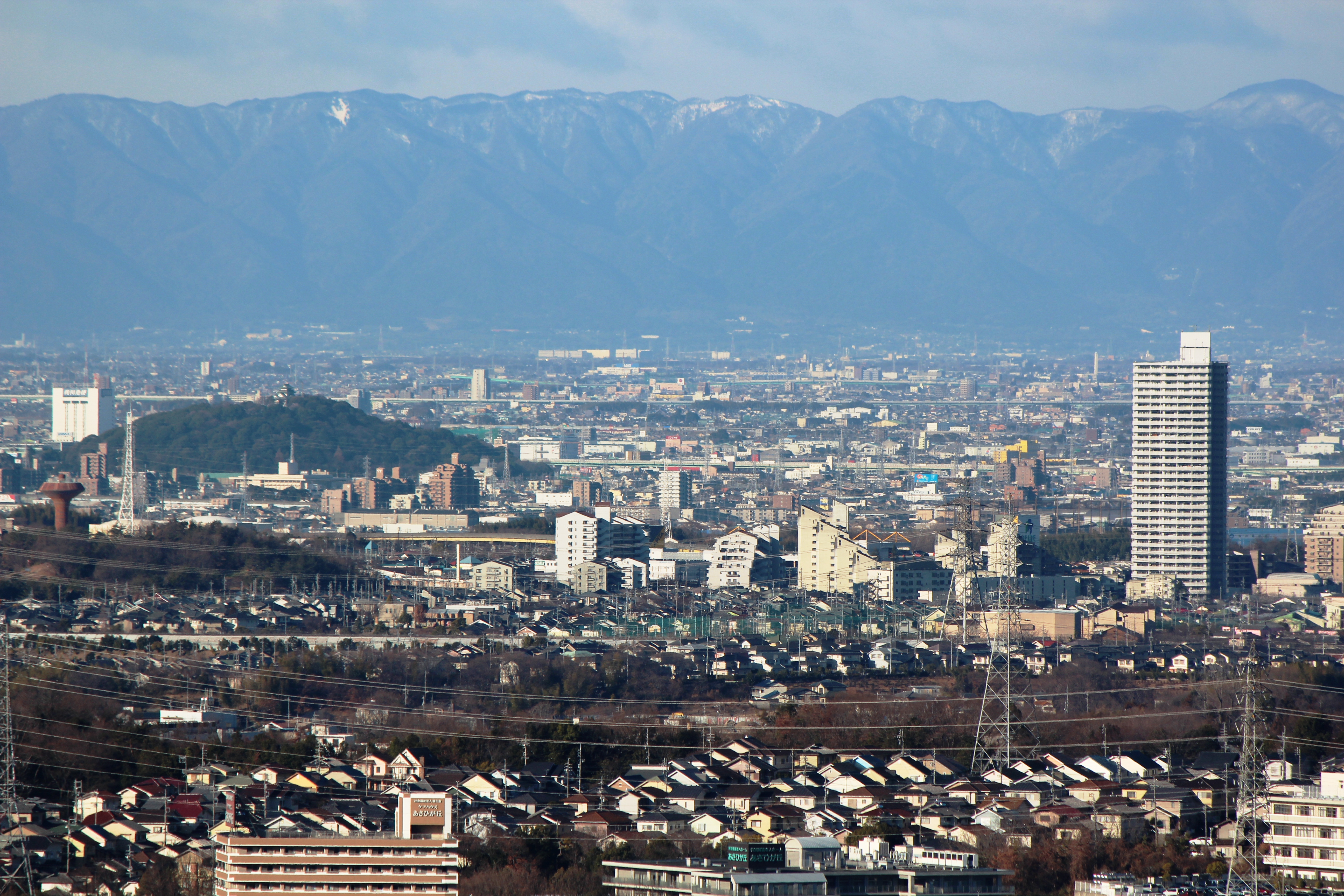
みろくの森の西高森山（愛知県春日井市）から望むスカイステージ33（右）

スカイステージ33は、愛知県小牧市篠岡1丁目にある超高層マンション。

## 概要
愛知県が整備した新興住宅地「桃花台ニュータウン」内に所在する。完成は1991年（平成3年）7月。鉄筋コンクリート構造で、地下1階・地上33階建て、総戸数は270戸。建物の周辺には居住者専用の施設が複数ある。高さは110.6mと小牧市内では最も高く、愛知県内では23番目の高さである。